# Bercy 96
Tournées par Dorothée
Zénith 96 Olympia 2010
Bercy 96 est un spectacle de la chanteuse et animatrice Dorothée. Il s'agit de son cinquième passage dans la plus grande salle d'Europe : Paris-Bercy, deux ans après Bercy 94. Aucune billetterie n'est ouverte pour le grand public, les représentations données étant toutes vendues à l'avance à des comités d'entreprises.
Ce spectacle contient majoritairement les titres de l'album La honte de la famille ainsi que 2 medleys des plus grands succès de la chanteuse.
Le thème général du show, baptisé « Dorothée Magique », est le cirque, avec une mise en scène comprenant une "piste" au milieu de la salle, des jongleurs, des cracheurs de feu et 14 danseurs. Un style en rupture totale avec les précédents concerts de l'artiste.
Au moment des représentations, Dorothée est coincée entre la gigantesque machine du show de Mylène Farmer qui se produit à Bercy les 12 et 13 décembre, mais aussi le football américain le 6 et le groupe de rap Public Système le 10. Ces manifestations ont obligé l'équipe de Dorothée à 8 montages-démontages entre le 3 et le 15 décembre.
Le budget est visiblement serré : Seulement 6 musiciens, souvent 3 concerts dans la même journée.

Pour combler cet immense espace, on fait appel à un important contingent de 14 danseurs et artistes de cirque. Dorothée se dépense beaucoup, court aux 4 coins de la "scène" et donne le meilleur d'elle même.
Ce spectacle est commercialisé en VHS en février 1997, réalisé par Pat le Guen.

Du fait de la configuration très particulière de la scène, une steadicam (pilotée par Thomas LeGuen) est utilisée pour suivre Dorothée en mouvement.

Pour les besoins de la VHS ce concert a été filmé 5 fois ! Du jamais vu pour un spectacle de Dorothée.

## Informations
| Personnes sur scène | | |
| Interprète : - Dorothée Conception et mise en scène : - Jean-François Porry Choristes : - Francine Chantereau - Martine Latorre Lumières : - Jacques Rouveyrollis - Tonio De Carvalho | Musiciens : - Direction musicale : Gérard Salesses - Claude Chamboissier (clavier) - Rémy Sarrazin (basse) - Éric Bouad (guitare et chœur) - Bernard Minet (batterie et chœur) - René Morizur (saxophone et clavier) Costumes : - Frédérique Breuzard Décors : - Yves Pirès | Chorégraphe : - Chris Georgiadis - Jorge Valdès Danseurs : - Jorge Valdès - Kale Silva - Sébastien Sfedj - Stéphan Nicoli - Jean-Claude Cazettes - Avis Rozen - Franck Moreau - Sandra Garcia - Bénédicte Charpiat - Isabelle Paoli - Céline Dupuy - Léa Dellensger - Emmanuelle Lagourres - Marion Dusautoir Cracheurs de feu / Jongleurs : - Stéphane Bourotte - Rémi Laroussine - Christophe Contard - Eric Saidi Captation publique : - Pat Le Guen |

## Titres
| No | Titre | Durée |
| -- | --- | ----- |
| 1. | Yeah Yeah                                                                                                 |       |
| 2. | Je veux chanter pour vous                                                                                 |       |
| 3. | C'est l'amour                                                                                             |       |
| 4. | L'étranger                                                                                                |       |
| 5. | Le bureau des objets trouvés                                                                              |       |
| 6. | Medley Tubes (Tremblement de terre / Maman / Allô, allô Monsieur l'ordinateur / 2394 / Hou la menteuse !) |       |
| 7. | Tous les jours de bonheur                                                                                 |       |

| No | Titre | Durée |
| -- | --- | ----- |
| 1. | Bonheur City |       |
| 2. | Toutes les chansons du monde |       |
| 3. | Medley "Personnages" (Rox et Rouky / Les petits Ewoks / Les Schtroumpfs / Tico et ses amis / Au pays de Candy / Tant qu'on a des amis) |       |
| 4. | Nicolas et Marjolaine |       |
| 5. | La honte de la famille |       |
| 6. | Des millions de copains |       |
| 7. | C'est fini, c'est fini |       |

## Dates et Lieu des Concerts

### Bercy 1996
| Date                                  | Ville |
| ------------------------------------- | ----- |
| 4 décembre 1996 10h / 14h / 17h30     | Paris |
| 7 décembre 1996 13h30 / 17h30         | Paris |
| 8 décembre 1996 9h30 / 13h30 / 17h30  | Paris |
| 11 décembre 1996 10h / 14h / 17h30    | Paris |
| 14 décembre 1996 13h30 / 17h30        | Paris |
| 15 décembre 1996 9h30 / 13h30 / 17h30 | Paris |